# Mark J. Williams
Mark James Williams MBE (* 21. März 1975 in Cwm, nahe Ebbw Vale, Gwent) ist ein walisischer Snookerspieler. Williams ist seit 1992 Profispieler und gewann 2018 seinen dritten Weltmeisterschaftstitel. 2002/03 gelang ihm als drittem Spieler der Snookergeschichte, in einer Saison die drei wichtigsten Snookerturniere und damit die Triple Crown zu gewinnen.

## Karriere

### Frühe Jahre
Vor seiner Snookerkarriere betätigte sich Williams als Amateurboxer. Schon 1991 nahm er am Juniorenwettbewerb der World Masters teil, wo er bis ins Finale kam. Dort traf er auf den Schotten John Higgins, der mit 1:6 das Endspiel gewann.

### Erste Profijahre
Zwei Jahre nach der Öffnung der Profitour wurde Williams zur Saison 1992/93 Profispieler. Mit ihm kamen unter anderem die späteren Weltmeister John Higgins und Ronnie O’Sullivan auf die Tour, wobei dies oft thematisiert wird (sogenannte »Class of 92«).
Ohne Weltranglistenplatz musste sich Williams durch alle Qualifikationsrunden kämpfen, was beispielsweise beim ersten Turnier der Saison – dem Dubai Classic – neun Runden war, an denen Williams von Anfang teilnahm, wobei er unter anderem den zweifachen Weltmeister Alex Higgins besiegte. In der allerletzten Qualifikationsrunde scheiterte er dann an Jason Ferguson. Nach einer frühen Niederlage beim Grand Prix erreichte er beim Minor-ranking-Turnier Benson & Hedges Championship die Runde der letzten 128. Beim UK Championship erreichte er dann zum ersten Mal eine Hauptrunde, in der er auf Weltmeister Stephen Hendry traf. Durch einen Defekt des Punktezählsystems sind nicht alle Frameergebnisse bekannt, doch Williams verlor erst im letztmöglichen Frame. Auch bei den Events der Strachan Challenge – die aus drei Minor-ranking-Events bestanden – war er erfolgreich, einmal erreichte er die Runde der letzten 32, ein weiteres Mal die Runde der letzten 64. Sein bestes Ergebnis erzielte er bei den European Open, als er in der Qualifikation unter anderem Jim Donnelly, Murdo MacLeod und Jonathan Birch besiegte. In der Hauptrunde gelangen ihm dann Siege über James Wattana und David Roe, bevor er im Achtelfinale an Mark Johnston-Allen scheiterte. Bei den British Open und bei den International Open erreichte er zwei weitere Hauptrunden, wo er aber direkt ausschied. Trotz zweier Auftaktniederlagen in den Qualifikationen für die Welsh Open und für die Snookerweltmeisterschaft platzierte er sich für die kommende Saison auf Ranglistenplatz 119, wobei er damit drei Plätze besser als John Higgins war. Ebenso ersparte er sich die zahlreichen Qualifikationsrunden, in der nächsten Saison startete er je nach Ranglistenturnier in den Runden fünf bis sieben.
Nach einer Auftaktniederlage zum Start der nächsten Saison erreichte Williams beim Grand Prix die Runde der letzten 32, in der er dem Schotten Alan McManus unterlag. Auch bei den European Open zog er in ebenjene Runde ein, diesmal unterlag seinem Landsmann Darren Morgan. Nach einer Niederlage gegen Ronnie O’Sullivan in der letzten Qualifikationsrunde der Welsh Open und zwei frühen Niederlagen zog er bei den Thailand Open wieder in eine letzte Qualifikationsrunde ein, wo er am Engländer Peter Ebdon scheiterte. Auch beim zweiten Event der Strachan Challenge war er erfolgreich, als er mit Siegen über unter anderem Silvino Francisco und Rod Lawler ins Viertelfinale einzog, wo er aber am Engländer Troy Shaw scheiterte. Bei den British Open erreichte er dann nochmals die Hauptrunde, in der er direkt dem Engländer Willie Thorne unterlag. Zum Abschluss der Saison verlor Williams nach zwei Siegen über Gary Lees und Yasin Merchant in der WM-Qualifikation gegen den Schotten Billy Snaddon. Auf der Weltrangliste gelang ihm eine Verbesserung um 61 Ränge auf Platz 58, wobei er so in der nächsten Saison bei Weltranglistenturnieren erst in der Runde der letzten 96 ins Turnier startete.

### Erste Erfolge
Nach einer erneuten Auftaktniederlage zum Start der Saison 1994/95 erreichte Williams beim Grand Prix durch einen 5:1-Sieg über Paul Cavney die Hauptrunde, in der mit demselben Ergebnis Dean Reynolds unterlag. Beim Non-ranking-Turnier Benson & Hedges Championship kämpfte er sich mit Siegen über unter anderem Dominic Dale und Mark Davis ins Halbfinale, wo er den Schotten Jamie Burnett im Decider besiegen konnte. Somit stand er in seinem ersten Profiturnierfinale, auch wenn die Weltspitze nicht am Turnier teilnahm. Sein erstes Finale bedeutete für Williams zugleich seinen ersten Profititel, er besiegte den Engländer Rod Lawler mit 9:5. Beim nachfolgenden UK Championship zog er mit Siegen über Doug Mountjoy und Tony Drago ins Achtelfinale ein, wo er aber an Ex-Weltmeister John Parrott scheiterte. Nach einer weiteren Auftaktniederlage erreichte er bei den Welsh Open erneut ein Achtelfinale, wo er diesmal an einem weiteren Ex-Weltmeister namens Steve Davis scheiterte. Durch seine guten Ergebnisse bekam Williams zusammen mit John Higgins die Chance in der Wildcardrunde beim Masters, wo er sein Spiel gegen Willie Thorne mit 5:0 gewann. Bei seiner ersten Masters-Teilnahme scheiterte er aber sofort mit 4:5 am Thailänder James Wattana. Bei den International Open und bei den Thailand Open erreichte er zwei weitere Male die Runde der letzten 32, bevor er sowohl bei den British Open als auch in der WM-Qualifikation in der Runde der letzten 64 scheiterte. Auf der Weltrangliste verpasste er mit einer Verbesserung von 19 Plätzen knapp die Top 32, er landete zum Saisonende auf Rang 39. Ebenfalls 1995 gelang ihm der Finaleinzug bei den Pontins Spring Open, wo er Peter Ebdon mit 7:4 besiegte.
Nach einem verhaltenen Start in die Saison 1995/96 erreichte Williams beim UK Championship das Viertelfinale, in dem er John Higgins unterlag. Kurz vor dem Jahreswechsel erreichte Williams die Runde der letzten 32 der German Open 1995, wo er aber am Schotten Alan McManus scheiterte. Bei den Welsh Open 1996 stürmte er dann mit Siegen über unter anderem Willie Thorne, Ken Doherty, Peter Ebdon und Dave Harold ins Finale, wo er auf John Parrott traf. Auch Parrott hatte Williams kaum etwas entgegenzusetzen und Williams gewann mit 9:3 sein erstes Ranglistenturnier. Bei den darauffolgenden International Open und European Open erreichte er zwei weitere Runden der letzten 32, bevor er nach einer Auftaktniederlage bei den Thailand Open im Viertelfinale der British Open an Ronnie O’Sullivan scheiterte. Nach einer Auftaktniederlage in der WM-Qualifikation wurde er zum Pontins Professional eingeladen, wo er aber direkt an Ken Doherty scheiterte. Auf der Weltrangliste sprang er auf den 16. Platz, welcher ihn zur direkten Teilnahme an den Hauptrunden der Weltranglistenturniere qualifizierte.
Seine Erfolgsserie setzte er in der nächsten Saison fort: Nach einer Achtelfinalteilnahme beim Asian Classic und einer Viertelfinalteilnahme beim Einladungsturnier Scottish Masters erreichte er beim Malta Grand Prix – einem weiteren Einladungsturnier – das Halbfinale, wo er von Lokalmatador Tony Drago besiegt wurde. Beim Grand Prix zog er in sein erstes Saisonfinale ein, wo er den Schotten Euan Henderson mit 9:5 besiegte, sodass er seinen zweiten Ranglistenturniertitel holte. Nachdem er sowohl beim UK Championship als auch bei den German Open im Viertelfinale ausgeschieden war, erreichte er bei den Welsh Open das Halbfinale, wo er aber an Mark King scheiterte. Durch seinen 6. Weltranglistenplatz war er zwar berechtigt, am Masters teilzunehmen, doch da den schlechtesten aller berechtigten Weltranglistenplätze innehatte, musste er wieder an der Wildcardrunde teilnehmen, wo er den Youngster Paul Hunter besiegte. Anschließend gelang ihm ein 6:4-Sieg über John Higgins, bevor er im Viertelfinale an Ken Doherty scheiterte. Bei den International Open und Thailand Open erreichte er anschließend das Achtelfinale, bevor er bei den British Open mit einem 9:2-Finalsieg über Stephen Hendry sein drittes Ranglistenturnier gewann. Durch seinen 16. Weltranglistenplatz war er auch berechtigt, an der Endrunde der Snookerweltmeisterschaft 1997 teilzunehmen, wo er nach einem 10:9-Sieg über Terry Griffiths an Stephen Hendry scheiterte. Zum Saisonabschluss nahm er erneut am Pontins Professional teil, wo er direkt Neal Foulds unterlag. Durch seine beiden Ranglistenturniersiege verbesserte sich Williams auf der Weltrangliste auf Platz vier.

### Etablierung in der Weltspitze und erster Weltmeisterschaftstitel
Die erste Hälfte der Saison 1997/98 verlief sehr durchwachsen, nur beim Grand Prix und beim UK Championship gewann er ein bzw. zwei Spiele. Auch nach dem Jahreswechsel lief es anfangs nicht besser: Mit nur zwei Unentschieden aus sechs Spielen schied er in der Gruppenphase der Premier League Snooker aus und bei den Welsh Open verlor er seine Auftaktpartie. Die Wende kam dann beim Masters, als er mit Siegen über Alan McManus, Anthony Hamilton und Steve Davis ins Finale vorrückte, wo er auf Stephen Hendry traf. Hendry ging zwar mit 5:2 und 9:6 in Führung, doch Williams rettete sich in den Entscheidungsframe, den er mit 63:56 gewann, womit er sein erstes Triple-Crown-Turnier gewann. Nach zwei weiteren Auftaktniederlagen erreichte er dann das Viertelfinale beim Thailand Masters, wo aber diesmal Stephen Hendry siegreich war. Bei den British Open gelangen ihm Siege über Gary Wilkinson und Ronnie O’Sullivan, bevor er im Halbfinale an John Higgins scheiterte. Bei der Snookerweltmeisterschaft besiegte er Quinten Hann im Decider und außerdem Steve Davis und Peter Ebdon, bevor er im Halbfinale Ken Doherty unterlag. Zum Abschluss der Saison zog er mit Siegen über Neal Foulds und Ken Doherty ins Finale des Pontins Professionals ein, wo er den Engländer Martin Clark mit 9:6 besiegen konnte. Auf der Weltrangliste verschlechterte er sich um einen Platz auf Rang 5.
Zum Start der nächsten Saison erreichte Williams das Viertelfinale des Einladungsturnier Scottish Masters sowie die Runde der letzten 32 beim Grand Prix, bevor er beim UK Championship im Achtelfinale an Dave Harold scheiterte. Daraufhin folgten im Turnierkalender wieder zwei Einladungsturniere: Beim Malta Grand Prix verlor er im Halbfinale, beim German Masters erreichte er dagegen durch Siege über Alan McManus und Tony Drago das Finale, wo er aber John Parrott mit 4:6 unterlag. Direkt beim nächsten Turnier – dem Ranglistenturnier Irish Open – erreichte er erneut das Finale, was er diesmal mit 9:4 gegen Alan McManus gewann. Nach einer Halbfinalniederlage bei der Premier League Snooker erreichte er mit zwei Whitewashs das Finale der Welsh Open, wo er in einem knappen Spiel Stephen Hendry mit 9:8 besiegte. Zuvor hatte er zusammen mit Matthew Stevens, Dominic Dale und Darren Morgan den Nations Cup gegen das schottische Team mit Stephen Hendry, John Higgins, Alan McManus und Chris Small gewonnen. Nach zwei Viertelfinalniederlagen beim Masters und bei den Scottish Open sowie einer Auftaktniederlage bei der Charity Challenge gegen Marco Fu gelang ihm beim Thailand Masters sein vierter Finaleinzug innerhalb der Saison. Erneut traf er auf Alan McManus, den er erneut – diesmal mit 9:7 – besiegte. Nach zwei frühen Niederlagen erreichte er bei den British Open wieder ein Achtelfinale. Es folgte die Snookerweltmeisterschaft, bei der er durch Siege über Ian McCulloch, Nick Walker, Ken Doherty und Titelverteidiger John Higgins in sein erstes WM-Finale stürmte, wo er auf Stephen Hendry traf. Hendry gewann das Endspiel mit 11:18, wobei er damit mit sieben WM-Titeln einen neuen Rekord für die Crucible-Ära aufstellte (der alte Rekord lag bei sechs WM-Titeln von Steve Davis). Zum Saisonabschluss verlor er im Halbfinale beim Pontins Professional gegen Jimmy White. Auf der Weltrangliste erreichte mit dem dritten Platz hinter John Higgins und Stephen Hendry einen neuen persönlichen Rekord.
Nach einer Halbfinalniederlage gegen Ronnie O’Sullivan beim Millennium Cup zum Start der Saison 1999/2000 zog er nach überstandener Gruppenphase ins Finale des Champions Cups ein, wo er aber Stephen Hendry mit 5:7 unterlag. Nach einer Achtelfinalteilnahme bei den British Open sowie einer Halbfinalteilnahme beim Einladungsturnier Scottish Masters zog er beim Grand Prix in sein erstes Ranglistenturnierfinale der Saison ein, wo er John Higgins im Decider unterlag. Direkt beim nächsten Turnier, dem UK Championship zog er wieder ins Finale ein, wobei er zuvor unter anderem Mark Selby mit 9:0, Jimmy White mit 9:8 sowie Stephen Hendry mit 9:6 besiegt hatte. Diesmal traf er auf seinen Landsmann Matthew Stevens, den er mit 10:8 besiegen konnte. Nach einer Viertelfinalteilnahme beim China International zog er mit seinem walisischen Team wieder ins Finale des Nations Cup ein, wo sie auf das englische Team mit Ronnie O’Sullivan, Jimmy White, John Parrott und Stephen Lee trafen. England siegte mit 6:4 und gewann damit das erste Turnier des neuen Jahrtausends. Im Turnierplan folgte nun die Premier League Snooker, wo er nach überstandener Gruppenphase im Finale mit 5:9 Stephen Hendry unterlag. Nach einer Achtelfinalteilnahme bei den Welsh Open und einer Viertelfinalteilnahme beim Masters zog er beim Malta Grand Prix ins Finale ein, wo er sich Ken Doherty geschlagen geben musste. Darauf folgte das Thailand Masters, wo er erneut ins Finale einzog und mit einem 9:5-Sieg über Stephen Hendry seinen Titel verteidigte. Nach einer Auftaktniederlage beim Irish Masters zog er auch bei den Scottish Open ins Finale ein, wo er sich aber Ronnie O’Sullivan mit 1:9 relativ deutlich geschlagen geben musste. Bei der Snookerweltmeisterschaft zog er dann in sein zweites WM-Finale ein, wo er mit einem 18:16-Sieg über Matthew Stevens zum ersten Mal Weltmeister wurde und einerseits erster Weltmeister des neuen Jahrtausends und andererseits auch Mitglied der Triple Crown wurde, welche aus Masters, UK Championship und Snookerweltmeisterschaft besteht. Zum Abschluss der Saison verlor er sein Auftaktmatch beim Pontins Professional mit 3:5 gegen Darren Morgan. Doch dies hatte keinen Einfluss darauf, dass Williams zum ersten Mal in der Karriere die Führung der Weltrangliste übernahm.

### Erfolgsserie zu Beginn des neuen Jahrtausends und Triple-Crown-Titel 2002/03
Seine erste Saison als Weltmeister begann für Williams mit einer Finalteilnahme beim Champions Cup, wo er aber Ronnie O’Sullivan mit 5:7 unterlag. Nach einer Achtelfinalniederlage gegen Mark King bei den British Open zog er ins Finale beim Grand Prix ein, wo er mit 9:5 Ronnie O’Sullivan besiegen konnte. O’Sullivan besiegte ihn dagegen im Decider des Halbfinalspiels beim Scottish Masters, bevor Williams im Halbfinale des UK Championships die Oberhand behielt. Doch die Titelverteidigung scheiterte im anschließenden Endspiel durch eine 4:10-Niederlage gegen John Higgins. Direkt im nächsten Turnier – den China Open – zog er wieder ins Finale ein, wo er wieder Ronnie O’Sullivan unterlag. Nach dem Ausscheiden in der Gruppenphase der Premier League Snooker sowie einer Halbfinalniederlage des walisischen Teams beim Nations Cup erreichte Williams das Halbfinale der Welsh Open, in dem er Ken Doherty unterlag. Nach einer Auftaktniederlage beim Masters gegen den Iren Fergal O’Brien erreichte er beim Malta Grand Prix wieder ein Finale eines Einladungsturnieres, wo er von Stephen Hendry mit 1:7 besiegt wurde. Nach zwei Achtelfinalteilnahmen sowie einer Halbfinalteilnahme bei einem Einladungsturnier musste er sich im Viertelfinale der Snookerweltmeisterschaft dem Nordiren Joe Swail geschlagen geben, womit auch er dem Fluch des Crucibles erlag. Dennoch konnte er auf der Weltrangliste seinen ersten Platz verteidigen.
Auch zum Start der Saison 2001/02 erreichte er das Finale des Champions Cups, wo er diesmal mit 4:7 John Higgins unterlag. Nach einer Halbfinalniederlage beim Einladungsturnier Scottish Masters sowie einer Achtelfinalniederlage gegen Ali Carter bei den British Open erreichte er beim LG Cup – der Grand Prix wurde in LG Cup umbenannt – das Viertelfinale, wo er von Stephen Hendry besiegt wurde. Bei den anschließenden European Open überstand er zwar das Viertelfinale, doch er musste sich im Halbfinale dem Engländer Joe Perry geschlagen geben. Auch beim UK Championship sowie nach überstandener Gruppenphase bei der Premier League Snooker verlor er jeweils im Halbfinale, erst gegen Ronnie O’Sullivan, dann gegen John Higgins. Nach einer Achtelfinalniederlage gegen Graeme Dott bei den Welsh Open erreichte er mit Siegen über Mark King, Stephen Hendry und Jimmy White das Finale des Masters, wo er im Decider dem englischen Youngster Paul Hunter unterlag. Bei den anschließenden China Open erreichte er erneut das Endspiel, wo er mit einem 9:8-Sieg über Anthony Hamilton zum ersten Mal in der Saison ein Ranglistenturnier gewann. Direkt im nächsten Ranglistenturnier – den Thailand Masters – erreichte er erneut das Finale, wo er mit einem 9:4-Sieg über Stephen Lee sein zehntes Ranglistenturnier sowie zum dritten Mal das Thailand Masters gewann. Nach einer Auftaktniederlage beim Irish Masters und einer Achtelfinalniederlage bei den Scottish Open musste er sich zum Saisonabschluss im Achtelfinale der Snookerweltmeisterschaft Anthony Hamilton mit 9:13 geschlagen geben. Auf der Weltrangliste musste er nach zwei Jahren den ersten Platz an Ronnie O’Sullivan abgeben.
Nach einem verhaltenen Start in die Saison 2002/03 erreichte Williams bei den British Open das Halbfinale, in dem er aber am Engländer Ian McCulloch scheiterte. Beim UK Championship gelang ihm dann durch Siege über Anthony Davies, Chris Small, Stephen Hendry und Peter Ebdon der Einzug ins Finale, in welchem er Ken Doherty mit 10:9 besiegte. Im neuen Jahr erreichte nach überstandener Gruppenphase das Finale der Premier League Snooker, wo er von Marco Fu mit 5:9 besiegt wurde. Bei den Welsh Open gelang ihm der nächste Einzug ins Finale, doch er scheiterte mit 5:9 am Schotten Stephen Hendry. Auch beim Masters zog er ins Finale ein, wo er erneut auf Stephen Hendry traf. Doch diesmal siegte Williams mit 10:4 und holte sich damit seinen zweiten Masters-Titel sowie den zweiten Triple-Crown-Titel der Saison. Nach einer Halbfinalniederlage bei den European Open gegen Stephen Hendry erreichte er beim Irish Masters das Viertelfinale, bevor er bei den Scottish Open im Achtelfinale an Joe Swail scheiterte. Zum Abschluss der Saison besiegte er bei der Snookerweltmeisterschaft die Engländer Stuart Pettman und Stephen Lee sowie den Australier Quinten Hann und den Schotten Stephen Hendry, sodass er zum dritten Mal in seiner Karriere das Endspiel der Snookerweltmeisterschaft erreichte. Mit einem 18:16-Sieg über Ken Doherty gewann er seinen zweiten WM-Titel und als dritter Spieler nach Steve Davis 1987/88 und Stephen Hendry 1989/90 bzw. 1995/96 alle drei Triple-Crown-Turniere innerhalb einer Saison. Dadurch holte er sich auch den ersten Weltranglistenplatz zurück und ging damit erneut als Weltranglistenerster in die nächste Saison.

### Absturz in die unteren Top 10
Direkt zu Beginn der Saison 2003/04 nach Siegen über Robin Hull, James Wattana, Ali Carter und Ken Doherty mit einem 9:5-Sieg über John Higgins den LG Cup, ehe er im Viertelfinale der British Open seinem Landsmann Matthew Stevens unterlag. Nach einer Auftaktniederlage beim UK Championship schied er im Halbfinale der Premier League Snooker aus. Bei den Welsh Open erreichte er das Achtelfinale und beim Masters das Viertelfinale, ehe er bei den European Open sein Auftaktspiel gegen Anthony Hamilton verlor. Nachdem er beim Irish Masters erneut im Achtelfinale ausgeschieden war, erreichte er beim Players Championship das Viertelfinale, wo er sich Peter Ebdon geschlagen geben musste. Zum Abschluss der Saison verlor er durch eine 11:13-Niederlage gegen Joe Perry im Achtelfinale der Snookerweltmeisterschaft auch seinen letzten Triple-Crown-Titel. Auf der Weltrangliste musste er seinen ersten Platz sofort wieder abgeben, erneut rückte Ronnie O’Sullivan für ihn an die Weltspitze.
Im Jahr 2004 wurde ihm im Rahmen der Queens Birthday Honours der Titel Member of the Order of the British Empire (MBE) verliehen.
In der ersten Hälfte der nächsten Saison gewann Williams bei drei Turnieren nur seine Auftaktpartie bei den British Open, bevor er auch dort ausschied. Im neuen Jahr erreichte er dann das Finale der Premier League Snooker, was er aber mit 0:5 gegen Ronnie O’Sullivan verlor. Nach zwei weiteren Auftaktniederlagen erreichte er beim Masters das Viertelfinale, wo er aber im Decider an Jimmy White scheiterte. Sein bestes Saisonergebnis erzielte er dann beim Irish Masters, als er mit Siegen über Paul Davies, Alan McManus und Stephen Lee das Halbfinale erreichte, in dem er aber Ronnie O’Sullivan unterlag. Auch bei den China Open war er relativ erfolgreich, er schied im Viertelfinale mit einer 2:5-Niederlage gegen Alan McManus aus. In der ersten Runde der Snookerweltmeisterschaft spielte er im elften und letzten Frame bei seinem 10:1-Sieg über Robert Milkins sein erstes Maximum Break, bevor er im Achtelfinale am Engländer Ian McCulloch im Decider scheiterte. Auf der Weltrangliste stürzte er auf Platz neun ab, was seit der Saison 1995/96 sein schlechtester Weltranglistenplatz war.
Nach zwei Auftaktniederlagen zu Beginn der Saison 2005/06 erreichte Williams beim UK Championship das Achtelfinale, in welchem er an Stephen Hendry scheiterte. Nachdem er schon beim Masters im Viertelfinale ausgeschieden war, verlor er auch beim Malta Cup und bei den Welsh Open in ebendieser Runde. Bei den China Open fuhr er seinen größten Erfolg seit dem Gewinn des LG Cups 2003 ein, als er nach Siegen über unter anderem Stephen Hendry und Ding Junhui – der kurz zuvor als 18-Jähriger die UK Championship gewonnen hatte – ins Finale einzog, wo er im Decider John Higgins besiegte. Zum Abschluss der Saison erreichte er mit Siegen über Anthony Hamilton und Mark Selby das Viertelfinale der Snookerweltmeisterschaft, wo er sich Ronnie O’Sullivan geschlagen geben musste. Auf der Rangliste konnte er sich um einen Rang verbessern.

### Absturz aus den Top 16 der Weltrangliste
Die Saison 2006/07 begann mit einer Achtelfinalteilnahme bei der Northern Ireland Trophy sowie der Finaleinzug beim Pot Black, wo er in einer Ein-Frame-Partie John Higgins mit 119:13 besiegte. Nach einem Ausscheiden in der Gruppenphase beim Grand Prix erreichte er beim UK Championship erneut ein Achtelfinale, wo er sich 'Stephen Hendry geschlagen geben musste. Im neuen Jahr gelang aber Williams kein einziger Sieg mehr, sodass er auf der Weltrangliste zum ersten Mal seit zwölf Jahren aus den Top 10 auf Platz 12 rutschte.
Nach drei Auftaktniederlagen sowie dem Ausscheiden in der Gruppenphase des Grand Prix erreichte Williams in der Saison 2007/08 durch Siege über Ricky Walden und Mark Allen das Viertelfinale des UK Championships, wo er sich dem Schotten Stephen Maguire geschlagen geben musste. Nach einer Auftaktniederlage beim Masters schied er in der Gruppenphase des Malta Cups aus, ehe er nach einem 5:4-Sieg über Marco Fu ins Achtelfinale der Welsh Open einzog und dort dem Engländer Shaun Murphy unterlag. Nach dem Ausscheiden in der zweiten Gruppe der Championship League erreichte er bei den China Open wieder ein Viertelfinale, doch er wurde von seinem Landsmann Ryan Day besiegt. Zum Abschluss der Saison scheiterte er nach einem 10:3-Sieg über Mark Davis im Achtelfinale der Snookerweltmeisterschaft am späteren Weltmeister Ronnie O’Sullivan. Auf der Weltrangliste stürzte er aus den Top 16 auf Platz 22, womit er neben der Teilnahmeberechtigung am Masters sich auch in der kommenden Saison zum ersten Mal seit 1996 wieder für die Endrunden der Weltranglistenturniere qualifizieren musste.
Trotz der Qualifikationsspiele startete Williams mit einer Achtelfinalteilnahme bei der Northern Ireland Trophy in die Saison 2008/09. Beim anschließenden Shanghai Masters erreichte er sogar das Viertelfinale, in dem er sich Ronnie O’Sullivan geschlagen geben musste. Nach drei Auftaktniederlagen zog er auch beim UK Championship ins Viertelfinale ein, wo er sich im Decider dem Engländer Ali Carter geschlagen geben musste. Bei der Championship League nahm er insgesamt an vier Gruppen teil, wobei er das Gruppenfinale seiner zweiten Gruppe erreichte und mit 0:3 gegen Joe Perry ausschied, bevor er nach vier Gruppen in Gruppe fünf ausschied. Nach einer Auftaktniederlage bei den Welsh Open erreichte er die Hauptrunde der China Open, ehe er nach einem 10:5-Sieg über Tom Ford in der ersten Hauptrunde der Snookerweltmeisterschaft an Stephen Hendry scheiterte. Auf der Weltrangliste gelang ihm der Wiederaufstieg in die Top 16, er landete am Ende der Saison auf Rang 15.

### Erstes Comeback und erneuter Aufstieg auf den ersten Weltranglistenplatz
Zum Start der Saison 2009/10 erreichte Williams das Achtelfinale des Shanghai Masters, ehe er beim Grand Prix unter anderem Stephen Hendry besiegte und im Halbfinale dem Chinesen Ding Junhui unterlag. Nach einer Achtelfinalteilnahme beim UK Championship verlor er im Rahmen der Championship League in vier Gruppen im Halbfinale, womit er erneut an der Winner’s Group vorbeischrammte. Mit einer Wildcard durfte er an der Wildcardrunde des Masters teilnehmen, wo er nach einem Sieg über Rory McLeod noch die Engländer Ali Carter und Shaun Murphy besiegte, ehe er im Halbfinale an Ronnie O’Sullivan scheiterte. Nach einer Viertelfinalniederlage gegen Stephen Maguire bei den Welsh Open erreichte er bei den China Open mit Siegen über Jamie Cope, John Higgins, Marco Fu und Ali Carter das Finale, wo er durch einen 10:6-Sieg über Ding Junhui nach vier Jahren wieder ein Weltranglistenturnier gewann. Zum Abschluss der Saison erreichte er das Achtelfinale der Snookerweltmeisterschaft, wo er Ronnie O’Sullivan unterlag. Auf der Weltrangliste gelang ihm mit Platz acht der Wiederaufstieg in die Top 10.

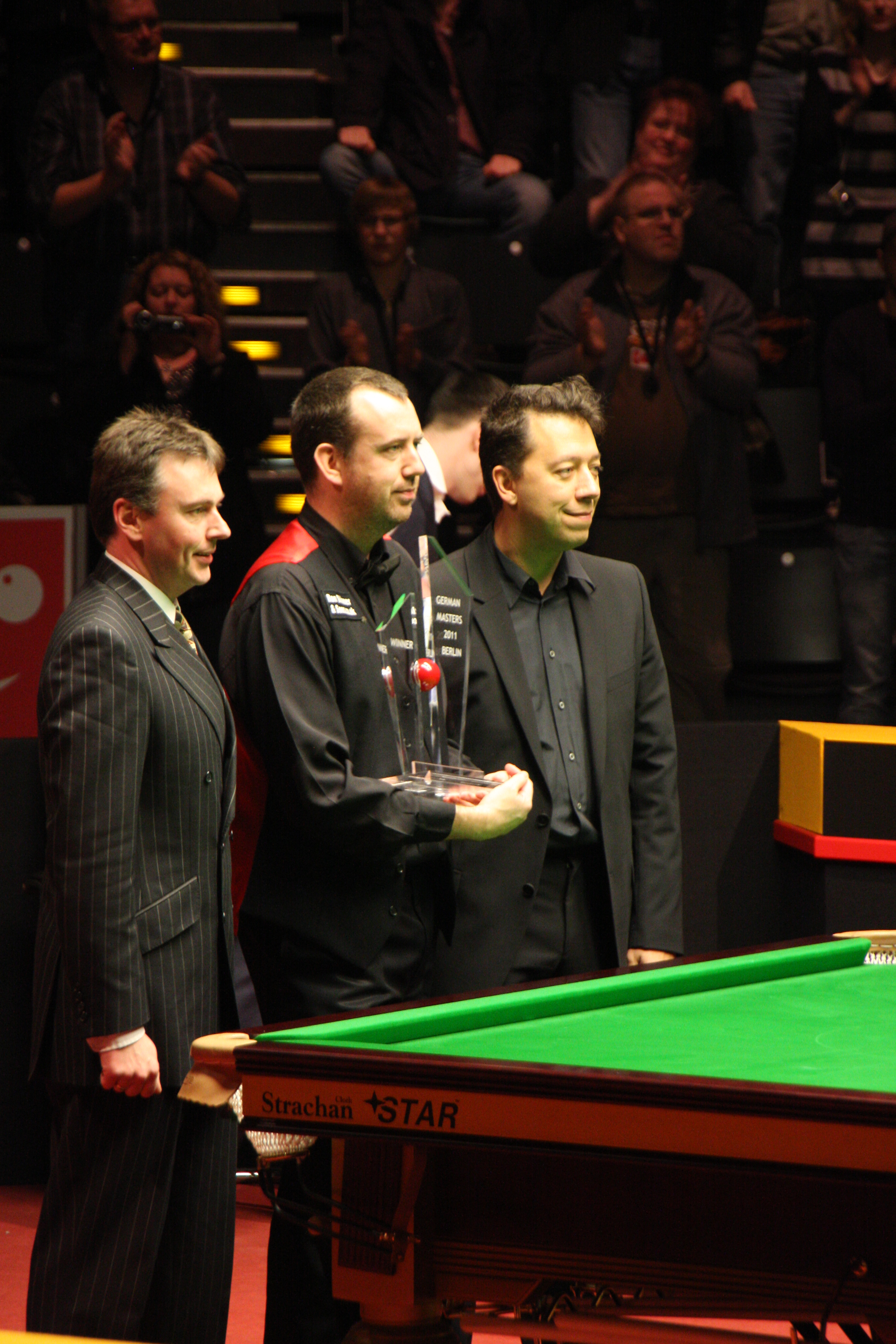
Williams mit der Trophäe des German Masters 2011

Mit Beginn der Saison 2010/11 wurde neben einer neuen Weltrangliste mit Cut-off-Points auch mit der Players Tour Championship eine neue Serie von Minor-ranking-Turnieren – also Turniere, die deutlich weniger Einfluss auf die Rangliste haben als „normale“ Ranglistenturniere – eingeführt. Williams hatte dabei direkt Erfolg und gewann mit einem 4:0-Sieg über Stephen Maguire das erste Event der PTC. Nach zwei verhaltenen Ergebnissen erreichte er beim vierten Event das Halbfinale, in welchem er sich aber Barry Pinches geschlagen geben musste. Nach einem weiteren verhaltenen Ergebnis und dem Ausscheiden in der Gruppenphase der Premier League Snooker erreichte er neben dem Achtelfinale des Shanghai Masters auch das Halbfinale der World Open, wo er dem Australier Neil Robertson unterlag. Anschließend erreichte er das Halbfinale des EPTC-Turnieres Brugge Open (EPTC = European Players Tour Championship) sowie das Achtelfinale des fünften PTC-Events, ehe er beim dritten EPTC-Event – dem Rhein-Main-Masters sein zweites Maximum Break spielte, ehe in der zweiten Runde ausschied. Nach mehreren weiteren durchschnittlichen Ergebnissen erreichte er beim UK Championship das Finale, was er nach einer 9:5-Führung noch mit 9:10 gegen John Higgins verlor. Bei der Championship League gewann er nach dem Ausscheiden im Halbfinale der ersten Gruppe das Gruppenfinale der zweiten Gruppe, sodass er zum ersten Mal an der mit allen Gruppensiegern besetzten Winner’s Group teilnehmen durfte, wo er sich mit drei Siegen aus sechs Spielen ins Halbfinale kämpfte, wo er sich seinem Landsmann Matthew Stevens geschlagen geben musste. Nach zwei Auftaktniederlagen beim Masters und beim Shoot-Out erreichte er beim German Masters in Berlin das Finale, in welchem er Mark Selby mit 9:7 besiegte. Nach einer Viertelfinalniederlage bei den Welsh Open durfte er an den Grand Finals der PTC teilnehmen, wo er nach einem 4:0-Sieg über Anthony Hamilton an Mark Selby scheiterte. Nach einer Auftaktniederlage bei den China Open erreichte er mit Siegen über Ryan Day, Jamie Cope und Mark Allen das Halbfinale der Snookerweltmeisterschaft, in welchem er sich dem späteren Weltmeister John Higgins mit 14:17 geschlagen geben musste. Während der gesamten Saison hatte sich auf der Weltrangliste hoch gearbeitet, doch erst zum Ende der Saison schaffte er den erneuten Sprung auf den ersten Weltranglistenplatz. Somit war er nach auf den Tag genau sieben Jahren wieder Führender der Weltrangliste.

### Erneuter Absturz aus den Top 16
Nach einer Auftaktniederlage zum Start der Saison 2011/12 erreichte Williams bei den Australian Goldfields Open das Finale, was er mit 8:9 gegen Stuart Bingham verlor. Nach einer frühen Niederlage in einem PTC-Event erreichte er das Halbfinale der Premier League Snooker, in dem er sich Ronnie O’Sullivan geschlagen geben musste. Nach zwei frühen Niederlagen zog er beim Shanghai Masters erneut in ein Ranglistenturnierfinale ein, wo er erneut – diesmal gegen Mark Selby – im Decider verlor. Es folgten erneut mehrere frühe Niederlagen, bevor er erst beim zehnten Event der PTC die Runde der letzten 32 und beim UK Championship das Achtelfinale erreichte und dort ausschied. Nachdem er auch beim elften PTC-Event in die Runde der letzten 32 vorgedrungen war, erreichte er nach einer frühen Niederlagen beim letzten PTC-Event und dem Ausscheiden in der Gruppenphase der Championship League das Viertelfinale des Masters, wo er am Australier Neil Robertson scheiterte. Nach einem Ausscheiden in der Runde der letzten 32 des Shoot-Outs erreichte er beim German Masters das Viertelfinale, wo er sich dem Engländer Stephen Lee geschlagen geben musste. Daraufhin erreichte er sowohl bei den Welsh Open als auch bei den China Open das Achtelfinale, bevor er bei der Snookerweltmeisterschaft ebenfalls im Achtelfinale an Ronnie O’Sullivan scheiterte. Dem zur Folge musste er seinen ersten Weltranglistenplatz schon nach dem ersten Cut-off-Point an Mark Selby abgeben, zum Ende der Saison belegte er hinter Selby und Judd Trump den dritten Platz.
Im Mai 2012 wurde bekanntgegeben, dass Williams zusammen mit Ronnie O’Sullivan und John Higgins sowie dem zweifachen Weltmeister Walter Donaldson in die Snooker Hall of Fame aufgenommen werden soll.

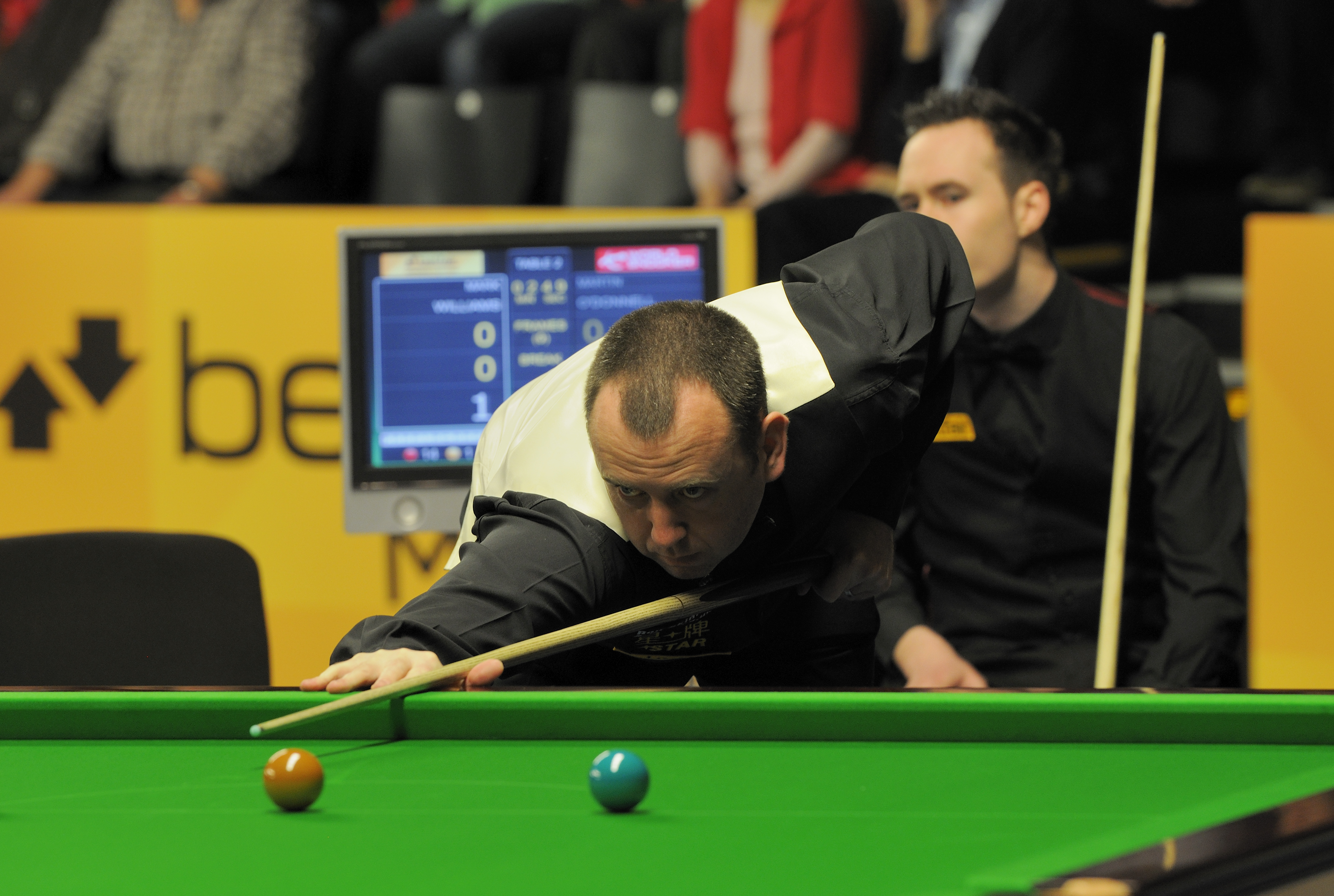
Mark Williams beim German Masters 2013

Nach einer Achtelfinalteilnahme beim ersten Event der asiatischen Players Tour Championship zum Start der nächsten Saison erreichte er beim Wuxi Classic das Viertelfinale, in dem er dem Schotten Marcus Campbell unterlag. Nach einer Niederlage in der Runde der letzten 32 bei der 6-Red-Weltmeisterschaft erreichte er das Halbfinale des ersten PTC-Events, wo er sich dem Engländer Jack Lisowski geschlagen geben musste. Auch beim zweiten und dritten Event war er mit einer Viertelfinal- und einer Sechzehntelfinalteilnahme erfolgreich, eher im Halbfinale des Shanghai Masters gegen Judd Trump verlor. Nachdem er im Achtelfinale des zweiten APTC-Events dem Chinesen Cao Yupeng unterlegen war, erreichte er bei den Antwerp Open die Runde der letzten 32 sowie – nach einer Auftaktniederlage beim International Championship – beim vierten PTC-Event das Viertelfinale. Nach einem Ausscheiden in der Runde der letzten 32 der Bulgarian Open, zwei frühen Niederlagen sowie dem Ausscheiden in der dritten Gruppe der Championship League erreichte er beim Masters das Viertelfinale, wo er sich Mark Selby geschlagen geben musste. Anschließend schied er sowohl im Viertelfinale des Shoot-Outs sowie in der Runde der letzten 32 des German Masters gegen Michael Holt aus, ehe er bei den Welsh Open auch in der Runde der letzten 32 aus dem Turnier ausschied. Nach zwei Auftaktniederlagen erreichte er bei den China Open das Viertelfinale, wo er sich aber Mark Selby geschlagen geben musste. Zum Abschluss der Saison verlor er sein Auftaktspiel in der ersten Hauptrunde der Snookerweltmeisterschaft gegen seinen Landsmann Michael White. Zum Abschluss der Saison landete er auf dem fünfzehnten Platz, nachdem er über die gesamte Saison hinweg kontinuierlich abgestiegen war.

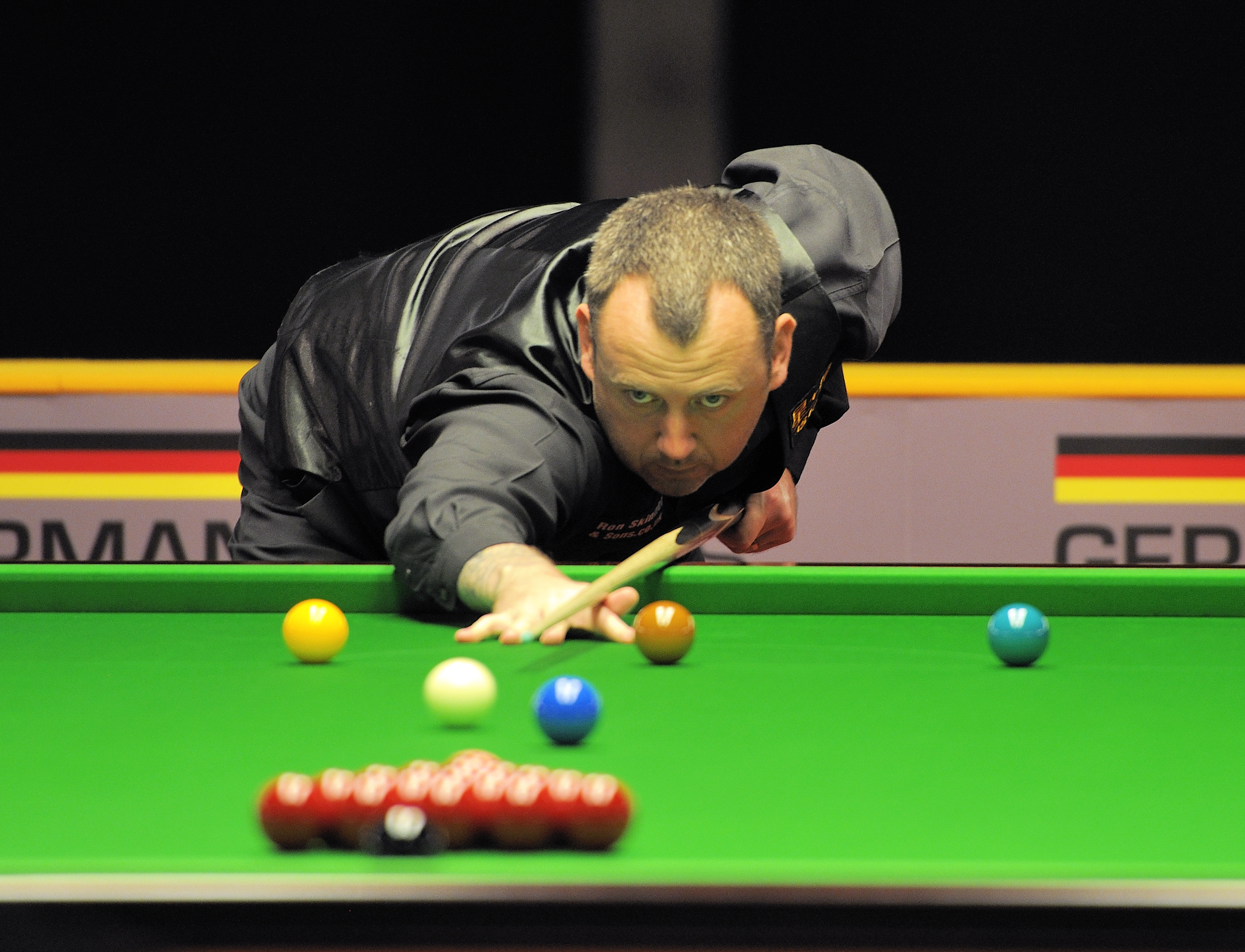
Mark Williams beim German Masters 2014

Zum Start der Saison 2013/14 erreichte Williams das Achtelfinale der Bulgarian Open, ehe er beim Ranglistenturnier Wuxi Classic ins Achtelfinale einzog. Bei den anschließenden Rotterdam Open, den zweiten Event der EPTC 2013/14, erreichte er das Finale, was er mit einem 4:3-Sieg über Mark Selby knapp gewann. Nach einer Viertelfinalteilnahme bei den Blueball Wood Open erreichte er bei der 6-Red-Weltmeisterschaft ebenfalls das Viertelfinale, was er aber gegen Mark Selby verlor. Nach zwei verhaltenen Turnierergebnissen erreichte er bei den Indian Open das Achtelfinale, in dem er sich aber Lokalmatador Aditya Mehta geschlagen geben musste. Nachdem er zwei Mal in Folge in der Runde der letzten 32 ausgeschieden war, erreichte er bei den Antwerp Open wieder ein Achtelfinale, wo er jedoch erneut an Aditya Mehta scheiterte. Nachdem er auch beim UK Championship in der Runde der letzten 32 verloren hatte, schied er auch in der Gruppenphase der Championship League aus, bevor er nach einer Auftaktniederlage beim Shoot-Out beim German Masters in der Runde der letzten 32 dem Chinesen Ding Junhui unterlag. Bei den Welsh Open zog er ins Achtelfinale ein, anschließend erreichte er die Runde der letzten 32 der World Open, ehe er im Achtelfinale der Grand Finals der PTC 2013/14 sich Marco Fu geschlagen geben musste. Nachdem er bei den China Open die Runde der letzten 32 erreicht hatte, verlor er sein Auftaktspiel in der WM-Qualifikation gegen den Schotten Alan McManus, da er auf der Snookerweltrangliste, die seit Beginn dieser Saison mehr Cut-off-Points hatte, seit den Antwerp Open den 18. Weltranglistenplatz innehatte und sich somit wieder für die WM qualifizieren musste und auch nicht am Masters teilnehmen konnte.

### Stabilisierung in den unteren Top 16 und Beinahe-Rücktritt 2017

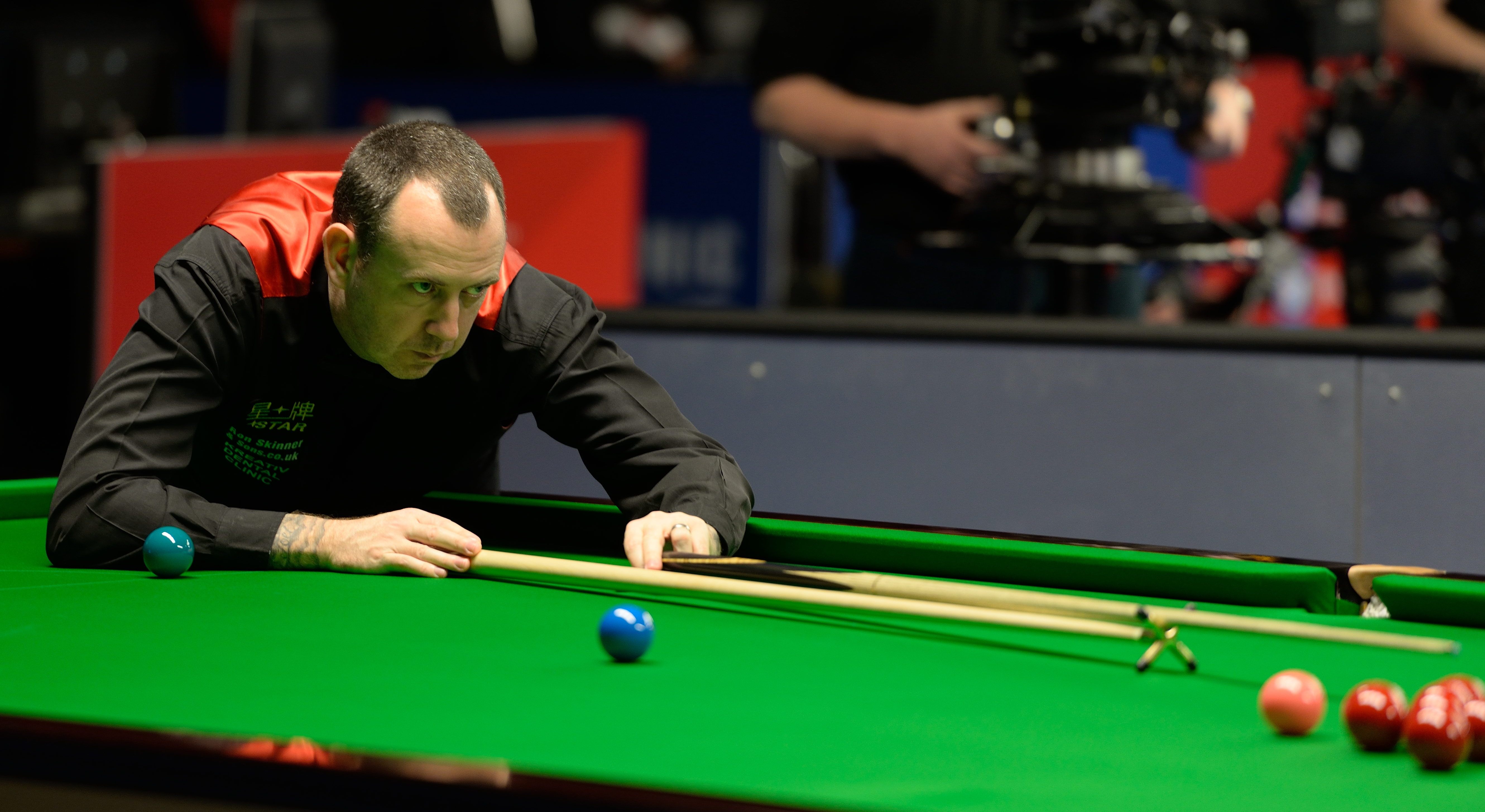
Mark Williams beim German Masters 2015

Nach einer frühen Niederlage zum Start der Saison 2014/15 erreichte er beim Wuxi Classic die Runde der letzten 32, bevor er bei den Riga Open im Achtelfinale an Mark Allen scheiterte. Nach einer Auftaktniederlage beim Paul Hunter Classic erreichte er bei der 6-Red World Championship das Viertelfinale, in dem er Ricky Walden im Decider unterlag. Bei den anschließenden Shanghai Masters musste er wieder ein Qualifikationsmatch bestreiten, da er auf der Weltrangliste auf Rang 20 abgerutscht war. Trotz einer Achtelfinalteilnahme verlor er weitere zwei Plätze, somit war er zeitweise auf Rang 22 gelistet. Nach mehreren weiteren verhaltenen Ergebnissen gelang ihm beim International Championship ein Einzug ins Halbfinale, wodurch er sich wieder auf Platz 18 verbessern konnte. Nach einer Viertelfinalteilnahme bei den Ruhr Open sowie dem Ausscheiden in der Runde der letzten 32 des UK Championships und der Lisbon Open, schied er im Gruppenhalbfinale der siebenten und letzten Gruppe der Championship League gegen David Gilbert aus. Bei den anschließenden Xuzhou Open erreichte er das Halbfinale, bevor er sich beim German Masters in der Runde der letzten 32 Mark Allen geschlagen geben musste. Bei den Welsh Open gelang ihm schließlich ein weiterer Einzug ins Halbfinale – indem er unter anderem Jamie Jones, Judd Trump und Marco Fu besiegt hatte –, wo er aber im Decider gegen den Engländer Ben Woollaston verlor. Sein erstes Saisonfinale erreichte er aber schon bei den Gdynia Open, doch er verlor mit 0:4 gegen Neil Robertson. Kurz vor seinem vierzigsten Geburtstag zog er ins Finale der World Seniors Championship ein, wo er mit einem 2:1-Sieg über Fergal O’Brien zum ersten Mal die Seniorenweltmeisterschaft gewann. Nach einer Achtelfinalteilnahme beim Shoot-Out erreichte er das Halbfinale der Indian Open, wo er sich aber Michael White geschlagen geben musste. Anschließend erreichte er das Viertelfinale des World Grand Prix, wo er sich aber Judd Trump geschlagen geben musste. Durch seine guten PTC-Ergebnisse wurde er erneut zu den Grand Finals – welches als einziges PTC-Turnier der Saison als vollwertiges Ranglistenturnier ausgetragen wurde, wo er mit Siegen über Thepchaiya Un-Nooh, Mark Selby, Matthew Selt und Judd Trump ins Finale einzog, wo er auf Joe Perry traf. Obwohl Williams schon mit 3:0 führte, verlor er am Ende des Spiels mit 3:4. Nach einer Achtelfinalteilnahme bei den China Open verlor er sein Auftaktspiel in der ersten Hauptrunde der Snookerweltmeisterschaft gegen seinen Landsmann Matthew Stevens. Auf der Weltrangliste belegte er zum Saisonende Platz 14, nachdem er sich kontinuierlich über den Großteil der Saison nach oben gearbeitet hatte.
Zum Start der nächsten Saison erreichte Williams erst das Achtelfinale der Riga Open und anschließend das Viertelfinale des Paul Hunter Classics, wo er gegen den späteren Sieger Ali Carter verlor, der nach seiner zweiten überstandenen Krebserkrankung 2014 erstmals wieder ein Turnier gewann. Nach dem Ausscheiden in der Runde der letzten 32 der 6-Red-World Championship erreichte er das Viertelfinale des Shanghai Masters, in dem er Judd Trump unterlag. Nach einer Viertelfinalteilnahme bei den Ruhr Open erreichte er die Runde der letzten 32 des International Championships, bevor er bei den Bulgarian Open erneut ein PTC-Halbfinale erreichte. Nach mehreren verhaltenen Ergebnissen gewann Williams die vierte Gruppe der Championship League, nachdem er schon im Gruppenfinale der zweiten Gruppe gegen Judd Trump verloren hatte. In der Winner’s Group belegte er den zweiten Platz, doch im anschließenden Halbfinale verlor er gegen den späteren Sieger Judd Trump. Nach zwei weiteren Auftaktniederlagen zog er beim German Masters in die Runde der letzten 32 ein, in der er gegen den späteren Sieger Martin Gould verlor. Anschließend erreichte er beim Shoot-Out das Halbfinale, wo er gegen den Finnen Robin Hull verlor, der das Turnier später gewinnen sollte. Nach einer Achtelfinalteilnahme bei den Welsh Open verlor er vier Auftaktpartien in Folge. Erst zum Saisonabschluss in Sheffield hatte er wieder Erfolg, als er mit Siegen über Graeme Dott und Michael Holt ins Viertelfinale der Snookerweltmeisterschaft einzog, wo er sich dem Chinesen Ding Junhui geschlagen geben musste. Auf der Weltrangliste gelang ihm der Aufstieg auf Platz 12.
Direkt im ersten Turnier der Saison 2016/17 – das Riga Masters – erreichte er das Halbfinale, in dem er sich aber Michael Holt geschlagen geben musste. Nach einer Teilnahme an der Runde der letzten 32 der Indian Open erreichte er bei den World Open das Achtelfinale, wo er John Higgins unterlag. Bei der 6-Red World Championship schied er zum wiederholten Male in der Runde der letzten 32 aus, ehe er bei den English – dem ersten Turnier der neu eingeführten Home Nation Series – das Achtelfinale erreichte. Nach zwei frühen Niederlagen zog er bei den Northern Ireland Open ins Viertelfinale ein, in dem er dem Engländer Kyren Wilson unterlag. Auch beim UK Championship erreichte er das Viertelfinale, bevor er bei den Scottish Open im Achtelfinale an Mark Davis scheiterte. Im Rahmen der Championship League erreichte er zwei Gruppenendspiele, bevor er in der sechsten Gruppe ausschied. Nach einer Auftaktniederlage beim Masters erreichte er in Berlin die Hauptrunde des German Masters, wo er aber direkt am späteren Sieger Anthony Hamilton scheiterte. Nach zwei weiteren frühen Niederlagen erreichte er bei den Gibraltar Open das Viertelfinale, in dem er sich aber Shaun Murphy geschlagen geben musste. Anschließend erreichte er bei den China Open wieder ein Endspiel eines Ranglistenturnieres, das er aber mit 8:10 gegen Mark Selby verlor. Dennoch war Williams zwischenzeitlich aus den Top 16 geflogen, sodass er sich zum Saisonabschluss für die Snookerweltmeisterschaft qualifizieren musste. Nach Siegen über Zhao Xintong und Liam Highfield scheiterte er in der letzten Runde an Stuart Carrington. Auf der Weltrangliste verbesserte er sich zum Ende der Saison auf Rang 15.
Nach dem Ausscheiden in der WM-Qualifikation wollte Williams vom aktiven Sport zurücktreten, was seine Frau Joanne aber verhindern konnte. Williams suchte sich mit Stephen Feeney einen neuen Trainer und beendete seine Karriere nicht.

### Zweites Comeback 2017/18 und dritter WM-Titel 2018
Williams begann die Saison 2017/18 mit einer Halbfinalteilnahme beim Riga Masters, wo er an Ryan Day scheiterte. Nach einer Viertelfinalteilnahme beim China Championship gewann er nach überstandener Gruppenphase die 6-Red World Championship mit einem 8:2-Sieg über Thepchaiya Un-Nooh. Nach zwei Viertelfinalteilnahmen bei den World Open und den European Open verlor er bei den English Open in der Runde der letzten 32 gegen Jack Lisowski. Anschließend erreichte er das Achtelfinale des International Championships, bevor er beim Shanghai Masters im Viertelfinale Ronnie O’Sullivan unterlag. Bei den Northern Ireland Open erreichte er sein erstes Saisonranglistenturnierfinale, was er mit 9:8 gegen Yan Bingtao gewann. Nach zwei frühen Niederlagen gewann er bei der Championship League die fünfte Gruppe, scheiterte dann aber in der Winner’s Group relativ deutlich. Beim Masters verlor er im Viertelfinale gegen Kyren Wilson, ehe er beim German Masters in Berlin ins Finale stürmte und dort den Schotten Graeme Dott mit 9:1 abfertigte. Nach einer Achtelfinalteilnahme beim Shoot-Out und einer Auftaktniederlage beim World Grand Prix erreichte er bei den Welsh Open die Runde der letzten 32, in der sich Martin Gould geschlagen geben musste. Beim Players Championship zog er ins Halbfinale ein, bevor er bei den China Open im Viertelfinale gegen Mark Selby ausschied. Es folgte die Snookerweltmeisterschaft 2018, bei der er mit Siegen über Jimmy Robertson, Robert Milkins und Ali Carter ins Halbfinale einzog, wo er dank dem frühen Ausscheiden mehrerer Favoriten auf Barry Hawkins traf. Williams machte seine vierte WM-Finalteilnahme mit einem 18:15-Sieg perfekt. Im Endspiel traf er auf John Higgins, der trotz einer 14:7-Führung seitens Williams am letzten Tag zum 15:15 ausgleichen konnte. Williams erhöhte auf 17:15, ehe Higgins auf Schwarz den nächsten Frame gewann. Durch ein 69er-Break im 34. Frame sicherte sich Williams aber seinen dritten WM-Titel, obwohl er zu Beginn des Turniers nicht einmal selbst an den Titelgewinn gedacht hatte. In diesem Glauben hatte Williams die Wette abgeschlossen, dass er, sofern er die WM gewinnen sollte, nackt zur darauffolgenden Pressekonferenz käme. Zur Freude der weltweiten Presse löste Williams sein Versprechen ein und erschien – nur mit einem Handtuch bekleidet – zur Pressekonferenz. In der Weltrangliste stieg er dank seines WM-Triumphes auf Platz drei auf.
Zu Beginn seiner insgesamt dritten Saison als amtierender Weltmeister erreichte Williams nach der Runde der letzten 32 des Riga Masters das Endspiel der World Open, wo er auf David Gilbert traf. Obwohl Gilbert schon 5:9 führte, gewann Williams mit 10:9, sodass er auf den zweiten Weltranglistenplatz aufstieg. Nach dem Ausscheiden im Achtelfinale der 6-Red World Championship erreichte er beim Shanghai Masters das Viertelfinale, wo er sich Barry Hawkins geschlagen geben musste. Nach einer Achtelfinalteilnahme beim China Championship erreichte er die Runde der letzten 32 der English Open. Anschließend schied Williams in mehreren Turnieren relativ früh aus, sodass er erst beim UK Championship wieder ein Achtelfinale erreichte, was er aber gegen Stephen Maguire verlor. Anschließend verlor er sein Auftaktspiel beim Masters, ehe er im Viertelfinale des German Masters mit 0:5 gegen den späteren Sieger Kyren Wilson verlor. Anschließend folgten mit dem World Grand Prix und den Welsh Open zwei weitere Turniere mit verhaltenen Ergebnissen.

### Saison 2022/23
Beim European Masters 2022 unterlag er im Halbfinale Barry Hawkins mit 2:6. Im Finale des Masters 2023 unterlag er Judd Trump mit 8:10. Bei der Snookerweltmeisterschaft 2023 besiegte er als 8. der Weltrangliste den an 25 gelegenen Jimmy Robertson mit 10:5. Im folgenden Achtelfinale unterlag er dem an 9 gelegenen späteren Weltmeister Luca Brecel knapp mit 11:13. Die Saison beendete er somit auf Rang 10.

## Erfolge

### Einzelwettbewerbe
| Ausgang                | Jahr    | Turnier                           | Finalgegner        | Ergebnis |
| ---------------------- | ------- | --------------------------------- | ------------------ | -------- |
| Amateurturniere        |         |                                   |                    |          |
| Zweiter                | 1991    | World Masters – Juniors           | John Higgins       | 1:6      |
| Sieger                 | 1995    | Pontins Spring Open               | Peter Ebdon        | 7:4      |
| Non-ranking-Turniere   |         |                                   |                    |          |
| Sieger                 | 1994    | Benson & Hedges Championship      | Rod Lawler         | 9:5      |
| Einladungsturniere     |         |                                   |                    |          |
| Sieger                 | 1998    | Pontins Professional              | Martin Clark       | 9:6 1    |
| Zweiter                | 1998    | German Masters                    | John Parrott       | 4:6      |
| Zweiter                | 1999    | Champions Cup                     | Stephen Hendry     | 5:7      |
| Zweiter                | 1999    | Premier League Snooker            | Stephen Hendry     | 5:9      |
| Zweiter                | 2000    | Champions Cup                     | Ronnie O’Sullivan  | 5:7      |
| Zweiter                | 2001    | Malta Grand Prix                  | Stephen Hendry     | 1:7      |
| Zweiter                | 2001    | Champions Cup                     | John Higgins       | 4:7      |
| Zweiter                | 2003    | Premier League Snooker            | Marco Fu           | 5:9      |
| Zweiter                | 2005    | Premier League Snooker            | Ronnie O’Sullivan  | 0:6      |
| Sieger                 | 2006    | Pot Black                         | John Higgins       | 119:13 2 |
| Sieger                 | 2015    | World Seniors Championship        | Fergal O’Brien     | 2:1      |
| Sieger                 | 2017    | 6-Red World Championship          | Thepchaiya Un-Nooh | 8:2      |
| Minor-ranking-Turniere |         |                                   |                    |          |
| Sieger                 | Event 1 | Players Tour Championship 2010/11 | Stephen Maguire    | 4:0      |
| Sieger                 | Event 3 | Players Tour Championship 2013/14 | Mark Selby         | 4:3      |
| Zweiter                | Event 9 | Players Tour Championship 2014/15 | Neil Robertson     | 0:4      |
| Ranglistenturniere     |         |                                   |                    |          |
| Sieger                 | 1996    | Welsh Open                        | John Parrott       | 9:3      |
| Sieger                 | 1996    | Grand Prix                        | Euan Henderson     | 9:5      |
| Sieger                 | 1997    | British Open                      | Stephen Hendry     | 9:2      |
| Sieger                 | 1998    | Irish Open                        | Alan McManus       | 9:4      |
| Sieger                 | 1999    | Welsh Open                        | Stephen Hendry     | 9:8      |
| Sieger                 | 1999    | Thailand Masters                  | Alan McManus       | 9:7      |
| Zweiter                | 1999    | Grand Prix                        | John Higgins       | 8:9      |
| Zweiter                | 2000    | Malta Grand Prix                  | Ken Doherty        | 3:9      |
| Sieger                 | 2000    | Thailand Masters                  | Stephen Hendry     | 9:5      |
| Zweiter                | 2000    | Scottish Open                     | Ronnie O’Sullivan  | 1:9      |
| Sieger                 | 2000    | Grand Prix                        | Ronnie O’Sullivan  | 9:5      |
| Zweiter                | 2000    | China Open                        | Ronnie O’Sullivan  | 3:9      |
| Sieger                 | 2002    | China Open                        | Anthony Hamilton   | 9:8      |
| Sieger                 | 2002    | Thailand Masters                  | Stephen Lee        | 9:3      |
| Zweiter                | 2003    | Welsh Open                        | Stephen Hendry     | 5:9      |
| Sieger                 | 2003    | LG Cup                            | John Higgins       | 9:5      |
| Sieger                 | 2006    | China Open                        | John Higgins       | 9:8      |
| Sieger                 | 2010    | China Open                        | Ding Junhui        | 10:6     |
| Sieger                 | 2011    | German Masters                    | Mark Selby         | 9:7      |
| Zweiter                | 2011    | Australian Goldfields Open        | Stuart Bingham     | 8:9      |
| Zweiter                | 2011    | Shanghai Masters                  | Mark Selby         | 9:10     |
| Zweiter                | 2014/15 | Players Tour Championship         | Joe Perry          | 3:4      |
| Zweiter                | 2017    | China Open                        | Mark Selby         | 8:10     |
| Sieger                 | 2017    | Northern Ireland Open             | Yan Bingtao        | 9:8      |
| Sieger                 | 2018    | German Masters                    | Graeme Dott        | 9:1      |
| Sieger                 | 2018    | World Open                        | David Gilbert      | 10:9     |
| Zweiter                | 2019    | China Championship                | Shaun Murphy       | 9:10     |
| Sieger                 | 2021    | WST Pro Series                    | Ali Carter         | – 5      |
| Sieger                 | 2021    | British Open                      | Gary Wilson        | 6:4      |
| Zweiter                | 2022    | Snooker Shoot-Out                 | Hossein Vafaei     | 0:71 2   |
| Sieger                 | 2023    | British Open                      | Mark Selby         | 10:7     |
| Sieger                 | 2024    | Tour Championship                 | Ronnie O’Sullivan  | 10:5     |
| Zweiter                | 2024    | Saudi Arabia Snooker Masters      | Judd Trump         | 9:10     |
| Triple-Crown-Turniere  |         |                                   |                    |          |
| Sieger                 | 1998    | Masters 3                         | Stephen Hendry     | 10:9     |
| Zweiter                | 1999    | Snookerweltmeisterschaft 4        | Stephen Hendry     | 11:18    |
| Sieger                 | 1999    | UK Championship 4                 | Matthew Stevens    | 10:8     |
| Sieger                 | 2000    | Snookerweltmeisterschaft 4        | Matthew Stevens    | 18:16    |
| Zweiter                | 2000    | UK Championship 4                 | John Higgins       | 4:10     |
| Zweiter                | 2002    | Masters 3                         | Paul Hunter        | 9:10     |
| Sieger                 | 2002    | UK Championship 4                 | Ken Doherty        | 10:9     |
| Sieger                 | 2003    | Masters 3                         | Stephen Hendry     | 10:4     |
| Sieger                 | 2003    | Snookerweltmeisterschaft 4        | Ken Doherty        | 18:16    |
| Zweiter                | 2010    | UK Championship 4                 | John Higgins       | 9:10     |
| Sieger                 | 2018    | Snookerweltmeisterschaft 4        | John Higgins       | 18:16    |
| Zweiter                | 2023    | Masters 3                         | Judd Trump         | 8:10     |
| Zweiter                | 2025    | Snookerweltmeisterschaft 4        | Zhao Xintong       | 12:18    |

### Teamwettbewerbe
| Ausgang | Jahr | Turnier     | Teamkollegen                               | Finalgegner                                            | Ergebnis |
| ------- | ---- | ----------- | ------------------------------------------ | ------------------------------------------------------ | -------- |
| Sieger  | 1999 | Nations Cup | Matthew Stevens Dominic Dale Darren Morgan | Stephen Hendry John Higgins Alan McManus Chris Small   | 6:4      |
| Zweiter | 2000 | Nations Cup | Matthew Stevens Dominic Dale Darren Morgan | Ronnie O’Sullivan Jimmy White John Parrott Stephen Lee | 4:6      |

## Persönliches
Mark Williams hat mit seiner Frau Joanne drei gemeinsame Söhne, Connor (* 2004), Kian (* 2007) und Joel (* 2013).
Williams verfügt über ein starkes Lochspiel, was ihm den Spitznamen „The Welsh Potting Machine“ einbrachte.